# Etapa Națională 2023
La prima edizione di Etapa Națională (lett. "Selezione nazionale") si è svolta il 4 marzo 2023 e ha selezionato il rappresentante della Moldavia all'Eurovision Song Contest 2023 a Liverpool.
Il vincitore è stato Pasha Parfeni con Soarele și Luna.

## Organizzazione
L'emittente pubblica TeleRadio Moldova (TRM) non ha pubblicamente confermato la presenza della Moldavia all'Eurovision Song Contest 2023 fino al 20 ottobre 2022, giorno in cui il paese è figurato nella lista ufficiale dei partecipanti pubblicata dall'UER.
Il successivo 23 dicembre TRM ha annunciato, per la prima volta dal 2020, la creazione di un nuovo programma di selezione nazionale, chiamato per l'occasione Etapa Națională, per la selezione del proprio rappresentante eurovisivo. Nel medesimo giorno gli artisti interessati hanno potuto inviare le proprie proposte entro il 16 gennaio 2023, con la condizione che fossero cittadini moldavi.
La selezione è stata suddivisa in due fasi: una giuria di esperti ha selezionato tra i 60 aspiranti i 33 partecipanti che avrebbero preso parte alle audizioni, successivamente scremati a 10 per la finale televisiva. Durante la serata finale, i risultati sono stati decretati da una combinazione di voto della giuria e televoto.

### Giuria
La giuria delle audizioni dal vivo è stata composta da:
- Violeta Julea, cantante e direttrice di coro;
- Ion Chiorpec, direttore di Radio Moldova Muzical;
- Vasile Advahov, violinista e rappresentante della Moldavia all'Eurovision Song Contest 2022;
- Liviu Știrbu, paroliere;
- Daniela Crudu, giornalista.

La giuria della finale è stata composta da:
- Gabriela Tocari, direttrice di Capela Corală Moldova;
- Vlad Constandoi, fondatore di Senz Music;
- Leonid Melnic, vice direttore di Telefirm Chișinău;
- Viorica Atanasov, vocal coach e paroliera;
- Gheorghe Mustea, cantante e studente universitario.

## Partecipanti
Il 17 gennaio 2023, una giuria ha selezionato, fra le 60 proposte, i 33 che avrebbero partecipato alla audizioni in programma il successivo 28 gennaio. Fra gli artisti figurano tre rappresentanti eurovisivi moldavi: i SunStroke Project (2010 e 2017), Pasha Parfeni (2012) e Aliona Moon (2013).
Il successivo 23 gennaio il brano Skueeze Paradise dei Nördika è stato squalificato poiché era già stato precedentemente pubblicato nel 2012 su YouTube, mentre Massimo Sinceri feat. Da-Muse sono stati squalificati poiché l'artista principale (Sinceri) non dispone della cittadinanza moldava, in conflitto con il regolamento della selezione. Il 28 gennaio Lola è stata squalificata poiché non si è presentata durante le audizioni dal vivo.
Il 28 gennaio 2023 si sono tenute le audizioni dal vivo, dove una giuria composta da cinque membri ha selezionato i 10 artisti ammessi alla finale televisiva. La classifica completa delle audizioni dal vivo è stata resa nota il successivo 31 gennaio.
| #  | Artista                       | Titolo                     | Lingua           | Compositori                                    | Punti | Posizione |
| -- | ----------------------------- | -------------------------- | ---------------- | ---------------------------------------------- | ----- | --------- |
| 1  | Formaţia Vele                 | Jocul neamului moldovenesc | Rumeno           | Ivan Sparivac, Sergiu Carai                    | 22    | 27        |
| 2  | Corina Ivanov                 | When Love's Real           | Inglese          | Mike Connaris, Mia Nicolai                     | 44    | 10        |
| 3  | Nördika                       | Damn and Down              | Inglese          | Ruslan Țăranu                                  | 45    | 7         |
| 4  | Nihilist & Lisa Nicky         | Final Destination          | Inglese          | Elizaveta Pînzari, Vladimir Bejenari           | 27    | 25        |
| 5  | Victor Gulick                 | Let's Dance                | Inglese          | Victor Gulick, Serghei Lututovici              | 45    | 8         |
| 6  | Surorile Osoianu              | Bade, bădişor, bădiţă      | Rumeno           | Elena Ioniță, Jonathan Alexandru               | 47    | 6         |
| 7  | OL                            | Why You Play It Cool       | Inglese          | Olga Lisicova                                  | 48    | 5         |
| 8  | Adelina Iordachi              | Deja Vu                    | Inglese          | Doina Sclifos                                  | 43    | 11        |
| 9  | Nikko T.                      | Destiny                    | Inglese          | Gloria Gorceag, Vitalie Cătană                 | 28    | 22        |
| 10 | Crista                        | Pădure verde pădure        | Rumeno           | Cristina Baban                                 | 43    | 13        |
| 11 | SunStroke Project             | Yummy Mommy                | Inglese          | Mihai Teodor, Sergei Ialovițski                | 55    | 1         |
| 12 | Nr 11                         | Adio                       | Rumeno           | Nadejda "Stetiuc" Rotaru                       | 21    | 29        |
| 13 | Vera                          | Vremea ta                  | Rumeno, inglese  | Vera Țurcanu, Nikos Sofīs                      | 35    | 17        |
| 14 | Sasha Bognibov                | My Favourite Schoolgirl    | Inglese          | Sasha Bognibov                                 | 19    | 30        |
| 15 | Rise                          | Don't Trumble              | Inglese          | Lidia Scarlat, Ivan Aculov                     | 41    | 14        |
| 16 | Ada Deea                      | Mystic Rose                | Inglese          | Rafael Artesero, Jose Juan Santana             | 40    | 15        |
| 17 | Cosmina                       | Indestructible             | Inglese          | Cosmina Cotoros, Shawn Myers, Jonas Gladinkoff | 45    | 9         |
| 18 | Lisa Volk                     | Scrisoare către ţară       | Rumeno           | Elisaveta Smirnova, Marian Stîrcea             | 28    | 23        |
| 19 | Angel Kiss                    | Now I Know                 | Inglese          | Roxana Emilia Elekes, Samuel Bugia Garrido     | 30    | 21        |
| 20 | Gesica Sîrbu                  | I'm in Love                | Inglese          | Eugen Doibani                                  | 22    | 28        |
| 21 | Aliona Moon                   | Du-mă                      | Rumeno           | Ștefan Burlacu, Vlad Subujac, Aliona Munteanu  | 49    | 4         |
| 22 | Tania Pituşcan                | Mioriţa                    | Inglese, rumeno  | Elad Lahmany, Tatiana Pitușcan                 | 32    | 20        |
| 23 | Pasha Parfeni                 | Soarele și Luna            | Rumeno           | Pavel Parfeni, Andrei Vulpe, Iuliana Perfeni   | 53    | 2         |
| 24 | Ricky Ardezianu               | Una rosa rossa             | Italiano, rumeno | Ricky Ardezianu, Ianoș Țurcanu, Ion Istrati    | 23    | 26        |
| 25 | Harmony Scuffle               | Favourite One              | Inglese          | Lev Logvinenco, Vadim Psariov                  | 33    | 19        |
| 26 | Valeria Condrea               | We're Now Different        | Inglese          | Valeria Condrea                                | 40    | 16        |
| 27 | Diana Elmas                   | Miracle                    | Inglese          | Ylva Persson, Linda Persson                    | 34    | 18        |
| 28 | Nino                          | It Would Be Nice           | Inglese          | Sergiu Cristian Baba                           | 28    | 24        |
| 29 | Y-Limit                       | Live in Harmony            | Inglese          | Roman Lupu, Pavel Malisev                      | 43    | 12        |
| 30 | Donia                         | Red Zone                   | Inglese          | Donia Ianculescu, Robert Andrei Niculae        | 52    | 3         |
| —  | Lola                          | Temperatura                | Rumeno, spagnolo | Eugen Doibani                                  | —     | —         |
| —  | Nördika                       | Skueeze Paradise           | Inglese          | Ruslan Țăranu                                  | —     | —         |
| —  | Massimo Sinceri feat. Da-Muse | In questo domani           | Italiano         | Massimo Sinceri, Vozian Dumitrita              | —     | —         |

## Finale
La finale si è svolta il 4 marzo 2023 presso lo Studio 2 di TRM a Chișinău. L'ordine d'esibizione è stato reso noto il 10 febbraio 2023.
Durante la serata si sono esibiti gli Zdob și Zdub & Advahov Brothers, rappresentanti della Moldavia all'Eurovision Song Contest 2022, che si sono esibiti con Trenulețul insieme all'Orchestra Sinfonica Nazionale della Moldavia, nonché due partecipanti all'Eurovision Song Contest 2023: i lettoni Sudden Lights e il rumeno Theodor Andrei.
Pasha Parfeni è stato proclamato vincitore trionfando sia nel televoto che nel voto della giuria.
| #  | Artista           | Titolo                | Punteggio | Punteggio | Punteggio | Punteggio | Punteggio | Posizione |
| #  | Artista           | Titolo                | Giuria    | Giuria    | Televoto  | Televoto  | Totale    | Posizione |
| -- | ----------------- | --------------------- | --------- | --------- | --------- | --------- | --------- | --------- |
| 1  | Donia             | Red Zone              | 24        | 5         | 196       | 6         | 11        | 5         |
| 2  | OL                | Why You Play It Cool  | 29        | 6         | 56        | 1         | 7         | 6         |
| 3  | Victor Gulick     | Let's Dance           | 17        | 3         | 72        | 2         | 5         | 9         |
| 4  | Surorile Osoianu  | Bade, bădişor, bădiţă | 35        | 7         | 1 524     | 8         | 15        | 4         |
| 5  | Cosmina           | Indestructible        | 10        | 2         | 113       | 5         | 7         | 8         |
| 6  | Nördika           | Damn and Down         | 10        | 1         | 100       | 4         | 5         | 10        |
| 7  | Aliona Moon       | Du-mă                 | 52        | 10        | 1 133     | 7         | 17        | 3         |
| 8  | SunStroke Project | Yummy Mommy           | 36        | 8         | 2 276     | 10        | 18        | 2         |
| 9  | Pasha Parfeni     | Soarele și Luna       | 53        | 12        | 5 428     | 12        | 24        | 1         |
| 10 | Corina Ivanov     | When Love's Real      | 24        | 4         | 81        | 3         | 7         | 7         |

| Brano                 | G. Tocari | V. Constandoi | L. Melnic | V. Atanasov | G. Mustea | Totale |
| --------------------- | --------- | ------------- | --------- | ----------- | --------- | ------ |
| Red Zone              | 2         | 2             | 8         | 6           | 6         | 24     |
| Why You Play It Cool  | 8         | 5             | 6         | 8           | 2         | 29     |
| Let's Dance           | 4         | 3             | 4         | 3           | 3         | 17     |
| Bade, bădişor, bădiţă | 5         | 8             | 7         | 7           | 8         | 35     |
| Indestructible        | 3         | 4             | 1         | 1           | 1         | 10     |
| Damn and Down         | 1         | 1             | 2         | 2           | 4         | 10     |
| Du-mă                 | 10        | 10            | 10        | 12          | 10        | 52     |
| Yummy Mommy           | 7         | 12            | 5         | 5           | 7         | 36     |
| Soarele și Luna       | 12        | 7             | 12        | 10          | 12        | 53     |
| When Love's Real      | 6         | 6             | 3         | 4           | 5         | 24     |